# Escándalo de malversación de fondos de Liechtenstein de 1928
El escándalo de malversación de fondos de Liechtenstein de 1928 fue un escándalo que involucró a destacados miembros del Partido Popular Socialcristiano, donde se reveló que habían malversado fondos del Banco Nacional de Liechtenstein para diversas transacciones especulativas. El escándalo obligó al gobierno de Gustav Schädler a dimitir y a convocar elecciones anticipadas.

## Antecedentes

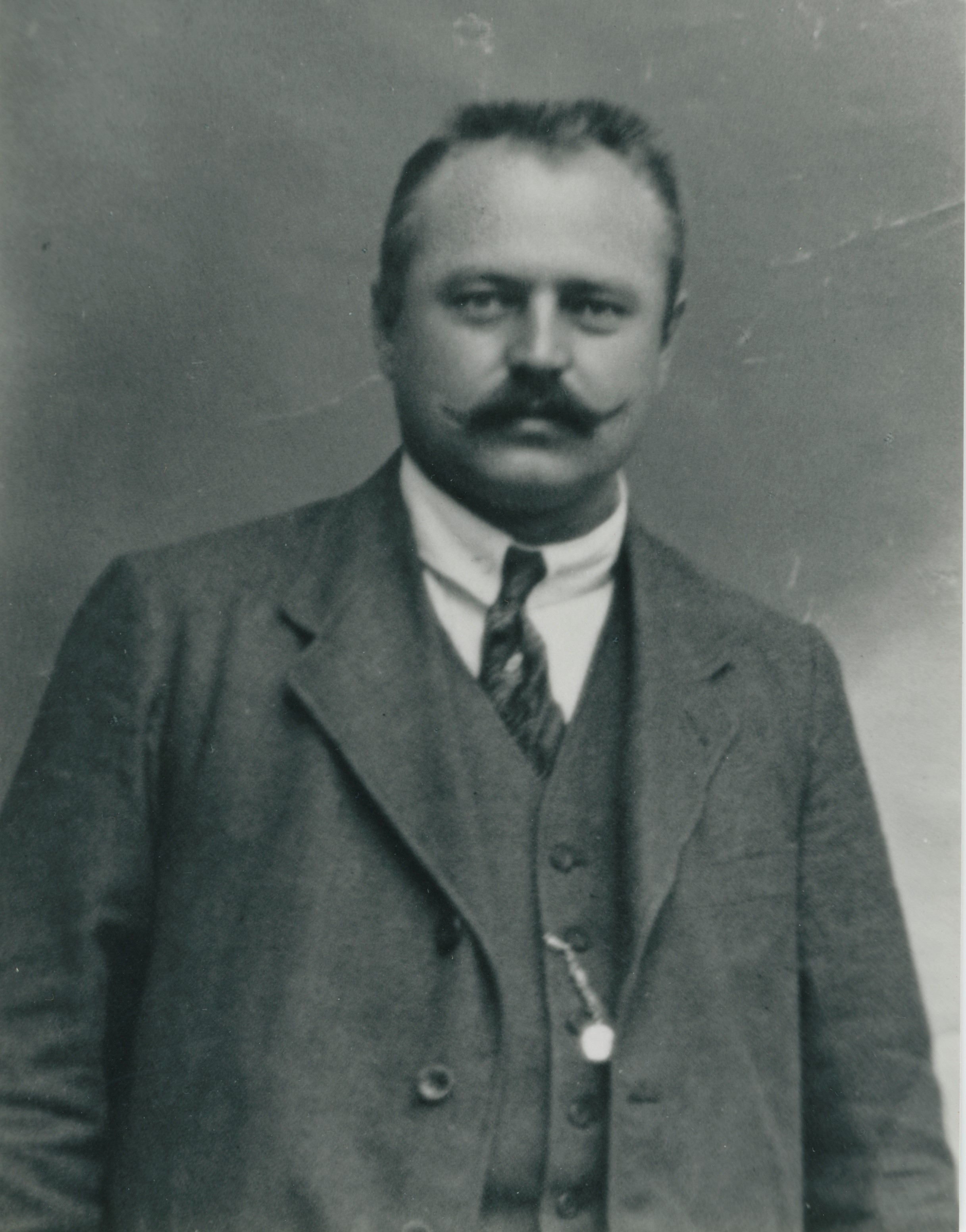
Anton Walser, considerado el principal partícipe del escándalo.

A partir de 1926, los principales miembros del Partido Popular Socialcristiano Franz Thöny, Anton Walser, Niko Beck y Rudolf Carbone malversaron fondos del Banco Nacional de Liechtenstein para diversas transacciones especulativas. Esto incluyó la expansión de la lotería de clases en Liechtenstein y Rumania, que era operada por Walser y contaba con la representación legal del presidente del Landtag de Liechtenstein, Wilhelm Beck, quien también era presidente de la junta directiva del banco. El programa prometía altos ingresos y empleo para Liechtenstein, aunque resultó controvertido tanto dentro del Landtag de Liechtenstein como entre la población en general.

## Arrestos e investigaciones
En junio de 1928, Walser, Niko Beck y Franz Thöny fueron arrestados, y Rudolf Carbone fue arrestado en junio de 1929. En noviembre de 1929, Walser, principal responsable, fue condenado a cuatro años de prisión y el resto a tres.
Juan II y el Partido Cívico Progresista culparon del escándalo al Partido Popular Socialcristiano y al gobierno del primer ministro de Liechtenstein, Gustav Schädler, ya que los detenidos eran miembros del partido y el propio Walser era el presidente del partido. Como resultado, en junio de 1928 Johann obligó al gobierno de Schädler a dimitir y se convocaron elecciones anticipadas, con el príncipe Alfredo de Liechtenstein actuando temporalmente como primer ministro. A Schädler no se le prohibió la reelección, pero las elecciones generales de Liechtenstein de 1928 resultaron en una victoria para el Partido Cívico Progresista y fue sucedido por Josef Hoop.
En 1931, Schädler fue acusado ante el Tribunal de Justicia del Estado por incumplimiento de deberes oficiales y de supervisión en la administración de la caja de ahorros. Sin embargo, fue absuelto, en parte porque el plazo de prescripción había prescrito y en parte porque el incumplimiento del deber no se debió a negligencia grave. En 1932 se presentó una acusación similar contra Wilhelm Beck por violar sus deberes oficiales y de supervisión en la administración del consejo de administración del Banco Nacional de Liechtenstein. Esto resultó en que se le condenara a pagar una indemnización por daños y perjuicios en 1935; aunque apeló este fallo, no vivió para ver el resultado.
El Partido Popular Socialcristiano acusó al consejero de gobierno Peter Büchel de ser cómplice del escándalo, pero éste inmediatamente exigió una investigación y fue absuelto de todas las acusaciones.

## Secuelas y legado
Juan II asumió la responsabilidad de las pérdidas causadas por la malversación y donó un millón de francos suizos. Las comunidades locales prometieron sus tierras durante una semana para apoyar la recuperación económica. Además, Suiza pidió otros dos millones de francos en préstamo para reestructurar el Banco Nacional, lo que equivale a dos presupuestos anuales.
El Partido Popular Socialcristiano creía que Juan II los había tratado injustamente y el partido permaneció alejado de él durante el resto de su reinado; esta tensión continuó bajo su sucesor Francisco I y el partido sucesor Unión Patriótica. La ruptura entre el príncipe y el partido no se resolvería hasta 1938 con el ascenso al trono de Francisco José II y la formación de un gobierno de coalición entre el Partido Cívico Progresista y la Unión Patriótica.
El escándalo socavó en gran medida el poder político del Partido Popular Socialcristiano y más tarde de la Unión Patriótica en la política de Liechtenstein, y se utilizó como prueba de la supuesta incompetencia del partido. El partido no volvería a formar su propio gobierno hasta 1970 bajo Alfred Hilbe.

## Lectura adicional
- Geiger, Peter (1997). Liechtenstein in den Dreissigerjahren 1928–1939 (en alemán) (1.º edición). Zúrich: Liechtenstein Institute. ISBN 3-906393-28-3.

- Datos: Q124697768